# Route 60 (Terre-Neuve-et-Labrador)
Pour les articles homonymes, voir Route 60.
La route 60 est une route tertiaire de la province de Terre-Neuve-et-Labrador, située dans l'est de l'île de Terre-Neuve, desservant la région de Conception Bay South et de Saint-Jean. Elle est une route moyennement fréquentée dans sa section à l'ouest de la Route Transcanadienne, puis est une route très fréquentée à l'est de la Route Transcanadienne. De plus, elle est nommée Conception Bay Highway et Topsail St., mesure 73 kilomètres au total, et est une route asphaltée sur l'entièreté de son tracé. Elle est aussi le principal lien entre la Route Transcanadienne et Mount Pearl ou Paradise.

## Tracé
La 60 débute au sud-ouest de la baie Conception, au sud de South River et de Clarke's Beach, à la jonction des routes 70 et 71. Elle se dirige vers l'est pour une courte distance,unis se dirige vers le sud-est pour une quinzaine de kilomètres, suivant la baie Conception. À Avondale, elle devient plus sinueuse, puis tourne légèrement vers l'est. Elle rejoint Holyrood, où elle croise la Route 62, et est la rue principale. Après Holyrood, elle adopte une orientation nord-est pour rejoindre et traverser au grand complet Conception Bay South, en étant la rue principale, et en étant parallèle à la route 2. Elle traverse ensuite Paradise, en étant désormais nommée la rue Topsail, puis elle croise la Route Transcanadienne, la route 1, à sa sortie 43. Elle traverse ensuite Mount Pearl, tout en étant l'une des rues majeures de la ville. Elle rejoint Saint-Jean plus à l'est, où elle se termine quand elle croise le chemin Colombus.

## Attraits
- Cupids museum/Cupids Archeology Dig Site
- John Leamon Museum

## Communautés traversées
- Brigus
- Conception Harbour
- Middle Ridge
- Avondale
- Harbour Main
- Woodford
- Holyrood
- Lance Cove
- Conception Bay South (Hopewell, Upper Gullies, Riverdale, Kelligrews, Foxtrap, Manuels, Chamberlains, Topsail)
- Paradise
- Mount Pearl
- Saint-Jean